# Katharina Küpper
Katharina Küpper (* 10. Juni 1985 in Kassel) ist eine deutsche Schauspielerin.

## Leben
2004 bis 2007 besuchte Katharina Küpper die Internationale Schule für Schauspiel und Acting (ISSA) in München. In den Jahren 2005 und 2007 nahm sie Gesangsunterricht und Unterricht in Kameraschauspiel und Mikrofonarbeit (‚Acoustic Acting‘).
Vom 3. März 2009 bis zum 24. Februar 2010 war Katharina Küpper in der Telenovela Alisa – Folge deinem Herzen als Caroline „Caro“ Hundt zu sehen, danach in derselben Rolle in Hanna – Folge deinem Herzen. Seit 2012 spielt Katharina Küpper die Redakteurin Anna in der Kinderserie Motzgurke.tv.
Von 2013 bis 2015 spielte Katharina Küpper die Rolle der Kriminaloberkommissarin Catrin Christiansen in der Krimiserie Kripo Holstein – Mord und Meer des ZDF.

## Filmografie
- 2006: Morgen (Kurzfilm, HFF Potsdam)
- 2008: DMAX (Spot) (Werbefilm)
- 2008: SAM (Magazin Sendung)
- 2009–2010: Alisa – Folge deinem Herzen (Telenovela)
- 2010: Hanna – Folge deinem Herzen (Telenovela)
- 2011: Vater/Sohn (Kinofilm)
- 2012–2014 motzgurke.tv (Kindersendung)
- 2013: Küstenwache – Starkstrom (Fernsehserie)
- 2013–2015: Kripo Holstein – Mord und Meer (Krimiserie, 23 Episoden)
- 2015: „80 Years of Glory“ (the moment yes) (Musikvideo)
- 2016: Echt jetzt, TV-Serie Boomerang (Tommy Krappweis)
- 2017: Jack and Cooper (Kurzfilm)
- 2018: Morden im Norden
- 2018: Die Rosenheim-Cops
- 2019: Nachtschwestern (Fernsehserie)
- 2019:  Mütter hinter Gittern (Serienpilot, RTL, R: Kirsten Blanke)
- 2020: Ella Schön – Familienbande (TV-Film, ZDF, R: Holger Haase)
- 2021: SOKO Wismar
- 2021: Wertgarantie – Girls Night Out (Imagefilm, R: Florian Schwarz)
- 2023: Notruf Hafenkante – Krankhaft schön (Fernsehserie)

## Theater
- 2006: Komödie der Eitelkeit (ISSA Bühne, München)
- 2007: Verlorene Liebesmüh (ISSA Bühne, München)
- 2008: Faust (Klosterfestspiele, Weingarten)
- 2008: Gretchen 89 ff. (Bühne Berganger)
- 2008: Kabale und Liebe (Bühne Berganger)